# Philipp Krementz
Philipp Krementz (né le 1er décembre 1819 à Coblence et mort le 6 mai 1899 à Cologne) est un cardinal allemand de la fin du XIXe siècle.

## Biographie
Philipp Krementz, fils d'un boucher, est né à Coblence et commence en 1837 des études de théologie à Bonn, qu'il poursuis en 1839 à Munich. Après son ordination sacerdotale le 27 août 1842 à Coblence, il y travailla comme aumônier. Depuis 1846, il enseignait la religion à l'Académie de chevalerie rhénane à Bedburg. En janvier 1848, il devint curé de la basilique Saint-Castor à Coblence et, en 1853, doyen du doyenné de Coblence. 
Krementz est élu évêque d'Ermeland (Varmie) en 1868 en succédant à Joseph Ambrosius Geritz (de) et archevêque de Cologne en 1885. Il participe au concile de Vatican I en 1869-1870. Le pape Léon XIII le crée cardinal lors du consistoire du 16 janvier 1893.